# 佐藤泉 (アナウンサー)
佐藤 泉（さとう いずみ、1957年12月5日 - ）は、ラジオNIKKEIの元アナウンサー、現在はフリーアナウンサー。福島県福島市出身。

## 人物
福島県立福島高等学校、千葉大学法経学科経済学専攻卒業後、1981年に日本短波放送（現・日経ラジオ社）に入社。2014年から小塚歩と交代で大阪支社へ異動し、関西主場のレースを中心に実況を行っている。また2015年からは中央競馬の実況スケジュールを立てている。2018年より東京本社に復帰する。また、新旧の女性アイドル歌手やグループについても詳しい。2022年12月24日（中山大障害当日）の中山競馬後半の実況を最後に競馬実況を離れ、同年をもってラジオNIKKEIを退社（5年前に定年を迎えた後も雇用延長していた）。退社後もフリーアナウンサーとして同社の「ミュージックライフNEXT」のパーソナリティや中央競馬実況中継の進行を担当しているほか、2023年4月よりラジオNIKKEIがプロポーザル選定者として関与する佐賀競馬の場内実況アナウンサー（2023年3月まで担当の中島英峰の後任）として、競馬実況も引き続き担当する。

## 出演番組
- 中央競馬実況中継　レース実況[3]、司会
- アイドル症候群[3]
- 映画は音楽だ[3]
- ミュージックグラフィティ[3]
- 日経電子版NEWS
- 新アナライズド
- 佐藤泉のミュージックライフ・サンデー

## 中央競馬GI実況経歴
- フェブラリーステークス（2012年〜2013年）
- 高松宮記念（2007年）
- 中山グランドジャンプ（2001年・2011年）
- 皐月賞（1988年・1990年〜1991年・1996〜1999年・2002〜2010年）
- 天皇賞（春）（2014年〜2015年）
- ヴィクトリアマイル（2006年・2008年）
- 優駿牝馬（1992年・1994年〜1995年・2000年・2011年〜2013年）
- 東京優駿（1993年・2001年・2004年〜2010年）
- 安田記念（1989年）
- 宝塚記念（2014年〜2015年）
- スプリンターズステークス（1994年〜1995年）
- マイルチャンピオンシップ南部杯（2011年）
- 天皇賞（秋）（1991年・1994年・2001年）
- マイルチャンピオンシップ（2014年）
- ジャパンカップ（1989年・1990年・1992年〜1999年・2002年・2013年）
- 朝日杯フューチュリティステークス（1987年・1990年・1992年・1994年・2003年〜2008年）
- 中山大障害（2006年・2008年〜2010年・2022年）
- 有馬記念（1991年・1994年・2000年）

社名競走
- ラジオNIKKEI賞（旧・ラジオたんぱ賞）（1996年〜1998年・2000年・2006年〜2009年）
- ラジオNIKKEI杯京都2歳ステークス（2014年・2017年〜2018年）

### 佐賀競馬ダートグレード実況経歴
- サマーチャンピオン（2024年）